# Okunew-Kultur
| Prähistorische Kulturen Russlands |                         |
| Mittelsteinzeit                   |                         |
| Kunda-Kultur                      | 7400–6000 v. Chr.       |
| Jungsteinzeit                     |                         |
| Bug-Dnister-Kultur                | 6500–5000 v. Chr.       |
| Dnjepr-Donez-Kultur               | 5500–4000 v. Chr.       |
| Sredny-Stog-Kultur                | 4500–3500 v. Chr.       |
| Jekaterininka-Kultur              | 4300–3700 v. Chr.       |
| Kammkeramische Kultur             | 4200–2000 v. Chr.       |
| Fatjanowo-Kultur                  | um 2500 v. Chr.         |
| Kupfersteinzeit                   |                         |
| Nordkaspische Kultur              |                         |
| Kurgankultur                      | 5000–3000 v. Chr.       |
| Samara-Kultur                     | um 5000 v. Chr.         |
| Chwalynsk-Kultur                  | 5000–4500 v. Chr.       |
| Botai-Kultur                      | 3700–3100 v. Chr.       |
| Jamnaja-Kultur                    | 3600–2300 v. Chr.       |
| Afanassjewo-Kultur                | 3500–2500 v. Chr.       |
| Ussatowe-Kultur                   | 3300–3200 v. Chr.       |
| Glaskowo-Kultur                   | 3200–2400 v. Chr.       |
| Bronzezeit                        |                         |
| Poltavka-Kultur                   | 2700–2100 v. Chr.       |
| Potapovka-Kultur                  | 2500–2000 v. Chr.       |
| Katakombengrab-Kultur             | 2500–2000 v. Chr.       |
| Abaschewo-Kultur                  | 2500–1800 v. Chr.       |
| Sintaschta-Kultur                 | 2100–1800 v. Chr.       |
| Okunew-Kultur                     | um 2000 v. Chr.         |
| Samus-Kultur                      | um 2000 v. Chr.         |
| Andronowo-Kultur                  | 2000–1200 v. Chr.       |
| Susgun-Kultur                     | um 1700 v. Chr.         |
| Srubna-Kultur                     | 1600–1200 v. Chr.       |
| Kolchis-Kultur                    | 1700–600 v. Chr.        |
| Begasy-Dandybai-Kultur            | um 1300 v. Chr.         |
| Karassuk-Kultur                   | um 1200 v. Chr.         |
| Ust-Mil-Kultur                    | um 1200–500 v. Chr.     |
| Koban-Kultur                      | 1200–400 v. Chr.        |
| Irmen-Kultur                      | 1200–400 v. Chr.        |
| Spätirmen-Kultur                  | um 1000 v. Chr.         |
| Plattengrabkultur                 | um 1300–300 v. Chr.     |
| Aldy-Bel-Kultur                   | 900–700 v. Chr.         |
| Eisenzeit                         |                         |
| Baitowo-Kultur                    |                         |
| Tagar-Kultur                      | 900–300 v. Chr.         |
| Nosilowo-Gruppe                   | 900–600 v. Chr.         |
| Ananino-Kultur                    | 800–300 v. Chr.         |
| Tasmola-Kultur                    | 700–300 v. Chr.         |
| Gorochowo-Kultur                  | 600–200 v. Chr.         |
| Sagly-Baschi-Kultur               | 500–300 v. Chr.         |
| Jessik-Beschsatyr-Kultur          | 500–300 v. Chr.         |
| Pasyryk-Stufe                     | 500–300 v. Chr.         |
| Sargat-Kultur                     | 500 v. Chr.–400 n. Chr. |
| Kulaika-Kultur                    | 400 v. Chr.–400 n. Chr. |
| Tes-Stufe                         | 300 v. Chr.–100 n. Chr. |
| Schurmak-Kultur                   | 200 v. Chr.–200 n. Chr. |
| Taschtyk-Kultur                   | 100–600 n. Chr.         |
| Tschernjachow-Kultur              | 200–500 n. Chr.         |

Die Okunew-Kultur ist eine archäologische Kultur der frühen Bronzezeit zwischen 2300 und 2000 (-1700) v. Chr. im Minusinsker Becken (mittlerer bis oberer Jenissei um Abakan in Südsibirien), wo sie der Afanasjewo-Kultur folgte. In der materiellen Kultur zeigen sich deutliche Bezüge zur nordwestlich benachbarten Samus-Kultur. Die Keramik der Okunew-Kultur hat meist eine senkrechte Wandung und einen flachen Boden. Eine Sondergruppe stellen kleinere Gefäße mit konischem Hohlfuß dar, die als Räuchergefäße gedeutet werden. Die Verzierung ist wenig abwechslungsreich und besteht aus Ritzungen, Einstichen, Kerben und Stempelabdrücken, die mehr oder minder gleichmäßig über die ganze Gefäßoberfläche verteilt sind. Nur gelegentlich finden sie sich zu Linien oder Wellen angeordnet.

## Lebensweise
Der Forschungsstand ist in Hinblick auf das Siedlungswesen der Okunew-Kultur sehr schlecht, bislang sind keine Aussagen zur Architektur möglich. Die einzigen bekannten Gebäudereste stammen von einer befestigten Höhensiedlung in Chakassien, die Tschebaki genannt wird, deren Funktion jedoch bislang nicht geklärt werden konnte. Knochenfunde zeigen, dass die Jagd auf Säugetiere, Vögel und Fische immer noch eine wichtige Rolle spielte, während die Viehzucht nur von untergeordneter Bedeutung war.

## Fuhrwerke
Die Okunewer nutzten zwei- und vierrädrige Radfahrzeuge, die ausschließlich durch Felsritzungen bekannt und leider sehr ungenau zwischen -3000 und -1000 datiert werden konnten. Es werden drei Typen dargestellt, so ein Karren aus zu den Jochen zusammenlaufenden Stangen für zwei Zugtiere. Der Autor deutet die Art der Ritzungen eher auf eine Verbindung mit den westlichen Regionen Zentralasiens und indirekt auch mit Kleinasien.

## Begräbnisse
Der Hauptfundstoff der Okunew-Kultur stammt aus einigen kleinen Nekropolen. Die Grabanlagen bestehen aus viereckigen Steineinfriedungen, in denen sich mehrere, unter Umständen mehr als ein Dutzend Grabgruben befinden. In ihnen wurden eine oder mehrere Personen beigesetzt und anschließend mit Steinplatten abgedeckt. Die Toten lagen wie in anderen frühbronzezeitlichen Kulturen Sibiriens in Rückenhockerlage. Die Beigaben unterscheiden sich je nach Geschlecht, lassen aber keine sozialen Unterschiede erkennen. In der Nähe der Gräber wurden verzierte Steinstelen aufgestellt, auf denen Gesichter, Tiere und verschiedene Symbole dargestellt sind. Ähnliche Motive finden sich auch auf kleinen Skulpturen und in der Kunst der Samus-Kultur.